# Pavel Košťál
Pavel Košťál (né le 17 septembre 1980 à Hradec Králové) est un footballeur tchèque (défenseur central) qui évolue actuellement dans le club du FC Zbrojovka Brno.